# 小行星2743
小行星2743（2743 Chengdu），又称为成都星，是由紫金山天文台在1965年11月21日发现的主带小行星。
該小行星以中国四川省的省会成都市命名。